# Bušeherska pokrajina
Bušeherska pokrajina (perz. استان بوشهر; Ostān-e Būšeher/Būšehr) je jedna od 31 iranske pokrajine. Smještena je na jugu zemlje i obuhvaća obalni pojas Perzijskog zaljeva, a omeđena je Huzestanom odnosno Kuhgilujom i Bojer-Ahmadom na sjeveru, Farsom na istoku i Hormuzganom na jugu. Bušeherska pokrajina ima površinu od 27.653 km², a prema popisu stanovništva iz 2006. godine u njoj je živjelo 886.267 stanovnika. Sjedište pokrajine smješteno je u gradu Bušeheru.

## Okruzi
- Asalujski okrug
- Bušeherski okrug
- Dajerski okrug
- Dejlamski okrug
- Daštestanski okrug
- Daštijski okrug
- Džamski okrug
- Ganavski okrug
- Kanganski okrug
- Tangestanski okrug

## Vanjske poveznice
- (perz.) Službene stranice Bušeherske pokrajine  Arhivirana inačica izvorne stranice od 22. svibnja 2013. (Wayback Machine)

Ostali projekti
|  | Zajednički poslužitelj ima još gradiva o temi Bušeherska pokrajina |